# Neonácizmus

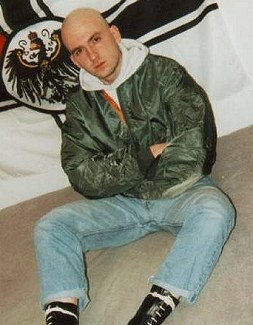
Neonáci fiatal

A neonácizmus (vagy magyarosan újnácizmus) a Harmadik Birodalomban megvalósult nemzetiszocializmus (nácizmus) újjáélesztésére, vagy egy nagyon hasonló ideológia életre hívására törekvő politikai mozgalmak ideológiai gyűjtőneve a második világháború után. Nem azonos az újfasizmussal (ahogy a nácizmus sem a fasizmussal), bár sok hasonlóságot mutatnak.

## Leírása
Az egyes neonáci mozgalmak konkrét céljai eltérőek lehetnek, ám ideológiájuk gyakori elemei közé tartoznak az Adolf Hitler iránti elkötelezettség, a Harmadik Birodalom jelképeinek használata, valamint a nemzetiszocialista ideológia iránti maximális elkötelezettség, irányelveinek és előírásainak és világnézetének a lehetőségekhez képest maximális követése, betartása.
Néhány csoport illetve tag nyíltan vállalja a náci, neonáci vagy a nemzetiszocialista jelzőt, ám mások kerülik ezeket tartva a társadalmi megbélyegzéstől, vagy a jogi következményektől. Több európai ország jogi eszközökkel lép fel azok ellen, akik nemzetiszocialista, rasszista vagy antiszemita nézeteket terjesztenek, így ezekben az országokban egyetlen párt sem azonosul nyíltan a náci eszmékkel.
Az 1991-95-ös délszláv háborúban neonáci önkéntesek is harcoltak a horvát hadseregben, amelyek Ausztriából, illetve Németországból verődtek össze. A neonácik közreműködtek az etnikai tisztogatásokban és népirtásokban is, elsősorban szerbeket és muzulmán bosnyákokat öltek meg.
Magyarországon a (neo)náci ideológiát követő embereket tévesen gyakorta a skinheadekkel azonosítják, noha a skinheadek világnézetüket és politikai beállítottságukat tekintve (amennyiben nem voltak apolitikusak) sohasem voltak egységesek.